# Homología de secuencia

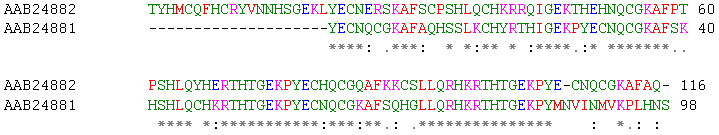
Un alineamiento de secuencias de dos proteínas, obtenido a través de ClustalW.

La homología de secuencias, en genética y biología molecular, se refiere a la situación en la que las secuencias de dos o más proteínas o ácidos nucleicos son similares entre sí debido a que presentan un mismo origen evolutivo. Usualmente se puede concluir que dos secuencias son homólogas sobre la base de la alta similitud que las mismas presentan. No obstante, la similitud de secuencias es un resultado que proviene directamente de la observación, mientras que la homología es una interpretación de que una alta similitud entre dos secuencias se debe a que las mismas poseen un origen común. De hecho, una alta similitud de secuencias puede deberse simplemente al azar (en las secuencias cortas por ejemplo).
Existen varios algoritmos para agrupar secuencias en familias, las cuales son juegos de secuencias mutuamente homólogas (véase, alineamiento de secuencias y Anexo:Software para alineamiento de secuencias). Algunas de las bases de datos biológicas que colectan secuencias homólogas en genomas animales son, por ejemplo, HOVERGEN, HOMOLENS, HOGENOM.
En la rama genómica de la bioinformática, se usa el concepto de homología de secuencias para predecir la función de un gen:  si la secuencia de gen A, cuya función es conocida, es homóloga a la secuencia de gen B, cuya función es desconocida, puede inferirse que B podría compartir la función de A.  En la rama estructural de la bioinformática, la homología se usa para determinar qué partes de una proteína son importantes en la formación de la estructura y en la interacción con otras proteínas.  En la técnica denominada modelado por homología, esta información se usa para predecir la estructura de una proteína una vez conocida la estructura de una proteína homóloga.

## Tipos de secuencias homólogas
Las secuencias homólogas pueden ser ortólogas o parálogas.

### Genes o secuencias ortólogas
Las secuencias o genes ortólogos son aquellas secuencias homólogas que se han separado por un evento de especiación. Es decir, cuando una especie diverge en dos especies separadas, se dice que las copias divergentes de un mismo gen en las especies resultantes son ortólogas. En otras palabras, las secuencias ortólogas son las secuencias que se encuentran en diferentes especies y que son altamente similares debido a que se han originado en un antepasado común.
La evidencia más concluyente de que dos genes similares son ortólogos es el resultado del análisis filogenético sobre el linaje de ese gen. Los genes que se encuentran dentro del mismo clado son ortólogos ya que descienden del mismo ancestro.  Los genes ortólogos usualmente, pero no siempre, tienen la misma función.
Las secuencias ortólogas proveen información útil en taxonomía y en estudios filogenéticos. Puede utilizarse el patrón de divergencia genética  para inferir las relaciones existentes entre especies. Dos especies que se hallan estrechamente relacionadas tendrán secuencias de ortólogos altamente similares. Por el contrario, dos especies filogenéticamente alejadas presentarán una gran divergencia en la secuencia de los genes o secuencias ortólogas bajo estudio. 
Algunas otras bases de datos biológicas proveen herramientas para identificar y colectar secuencias ortólogas. Por ejemplo, en  eucariotas  OrthoMCL, en mamíferos OrthoMaM,  en plantas OrthologID y GreenPhylDB
Mediante técnicas de secuenciación del genoma de distintas especies de ovejas, cabras, ganado, cerdo, camello, perro, ratón y proteínas humanas, se han identificado 4.850 genes
ortólogos/ejemplar cuyas familias aparecen representadas en el diagrama de Venn

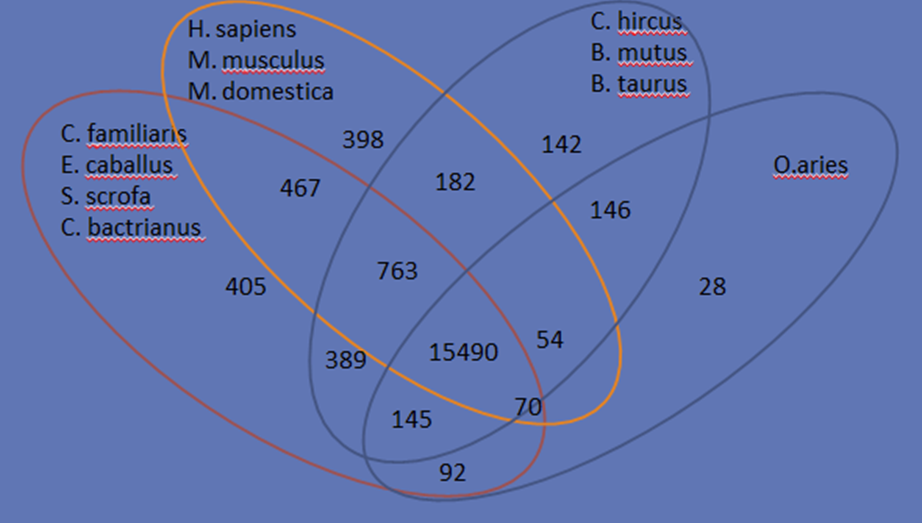
Diagrama de Venn de las familias de genes ortólogos

### Genes o secuencias parálogas
Las secuencias homólogas se dicen parálogas si las mismas se hallan separadas por un evento de duplicación. En otras palabras, si un gen de un organismo se duplica para ocupar dos posiciones diferentes en el mismo genoma, entonces las dos copias son parálogas. 
Las secuencias o genes parálogos típicamente tienen la misma función o similar; no obstante, muchas veces este no es el caso debido a que no existe la misma fuerza selectiva original sobre la copia duplicada del gen; ésta puede adquirir nuevas funciones por mutación y por selección.